# Brunn am Gebirge
Brunn am Gebirge là một thị xã thuộc huyện Mödling trong bang Niederösterreich.